# Marmaroxylon magdalenae
Marmaroxylon magdalenae là một loài thực vật có hoa trong họ Đậu. Loài này được L.Rico mô tả khoa học đầu tiên.